# Szkoła przy ul. Łukaszewicza 9/13 w Poznaniu
Szkoła przy ul. Łukaszewicza 9/13 (Szkoła Podstawowa nr 9) – budynek szkolny zlokalizowany w Poznaniu, na Łazarzu, przy ul. Łukaszewicza 9/13.
Szkoła powstała w wyniku konkursu architektonicznego, ogłoszonego przez Ministerstwo Oświaty, na nowoczesny (według kanonów lat 50. XX wieku) obiekt oświatowy. W konkursie zwyciężył Stefan Zieleśkiewicz z poznańskiego Miastoprojektu, a szkołę wybudowano w latach 1955-1958. Mimo że jej architektura jest głęboko osadzona w realiach socrealizmu, to jednak nietypowa bryła i wysokiej jakości projekt, według prof. Piotra Marciniaka czynią zeń jeden z ciekawszych poznańskich obiektów dydaktyki podstawowej.
Obiekt posiada rzadko spotykany rzut zbliżony do litery Z. Składa się z trzech nachodzących na siebie segmentów dydaktycznych. Mieści też salę gimnastyczną, która jest nietypowo zlokalizowana - na drugim piętrze. Nadający bryle atrakcyjności ażurowy podcień, został zlikwidowany, co zubożyło bryłę. W piwnicach znajduje się schron.
W pobliżu szkoły położone są następujące obiekty: łazarskie domy urzędnicze, kościół Matki Boskiej Bolesnej, Osiedle Hetmańskie i stary zespół mieszkalny przy ul. Karwowskiego.
Bezpośrednio przed wejściem do szkoły stoi głaz Franciszka Witaszka, upamiętniający działacza patriotycznego, zamordowanego w 1942 w Forcie VII.